# Kokpatas
Kokpatas est une ville d'Ouzbékistan située dans la province de Navoï.